# برایان کلاگمن
برایان کلاگمن (انگلیسی: Brian Klugman؛ زادهٔ ۱۵ سپتامبر ۱۹۷۵) نویسنده و کارگردان اهل ایالات متحده آمریکا است.
از فیلم‌هایی که وی در آن نقش داشته است، می‌توان به کلاورفیلد، نشنال لمپون آدام و ایو، سرزمین رؤیایی و اتاق خالی ۲ اشاره کرد.